# Екзосфера
Екзосфера (від дав.-гр. ἐξω — «зовні» та σφαῖρα — «куля») — зовнішня частина атмосфери планети, де частинки (атоми, молекули) рухаються балістичними траєкторіями і їхніми зіткненнями можна знехтувати. Іноді екзосферу називають короною планети.
Висоту найнижчого рівня екзосфери (рівень екзобази, h0) визначають з умови рівності довжини вільного пробігу висоті однорідної атмосфери. Для Венери та Марса h0=200÷300 км, для Титана h0=1600 км.
Екзосфера Землі починається на висоті приблизно 550 км, але її межа може підніматися чи опускатися залежно від зміни густини. Складається здебільшого з водню та гелію. Концентрація частинок n0<107 см−3.